# トカマク型

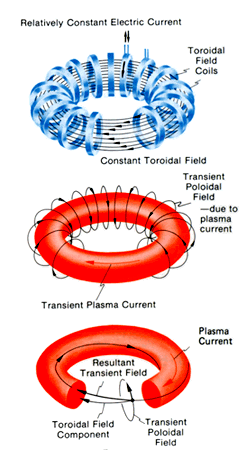
トカマク型磁気閉じ込め方式

トカマク型（トカマクがた、Tokamak）とは、高温核融合炉の実現に向けた技術の1つで、超高温のプラズマを閉じこめる磁気閉じ込め方式の1つである。
将来の核融合炉に最も有力とされるプラズマ閉じ込めの方式の1つで、これまで製作された多くの核融合実験装置や現在計画中の国際熱核融合実験炉ITER（イーター）でも採用されている。磁気閉じ込め方式には、トカマク型の他に、ステラレータ型またはヘリカル型と呼ばれる形式もある。
本項ではトカマク型磁気閉じ込めの特徴的な要素についてのみ説明する。核融合炉の実現に関わるその他の要素については核融合炉などを参照のこと。

## 磁場の構造
プラズマの周りに電磁石を置いて強力な磁場を発生させ（プラズマ加熱）、この磁場でプラズマを閉じ込める。トカマクの技術的本質はいかにプラズマを高温に保ったまま散逸を防ぐかにあり、磁場の配置が鍵となる。

### コイル
トカマクではプラズマはドーナツ状の真空容器内に閉じ込められる。このドーナッツの大円周方向をトロイダル方向、小円周方向をポロイダル方向と呼ぶ。
トーラス形状のソレノイドコイル（トロイダルフィールドコイル、TFコイル）に電流を流すとトロイダル方向に閉じた磁力線ができる。この閉じた磁力線を単純トーラスと呼ぶ。これがあれば、その周りを螺旋運動することでプラズマが長時間閉じ込められるのではないかと考えられる。しかし実際には磁場勾配ドリフト効果によって荷電分離が発生し、この荷電分離により電場が発生し、この電場によりE×Bドリフトが発生するので、単純トーラスの磁場ではプラズマは閉じ込められない。
そこで、トカマクでは荷電分離を発生させないためにポロイダル方向の磁場を作る。その為にドーナツ状のトカマクの中心の空芯部分にソレノイドコイルを入れる。これをセンターソレノイドコイル（CSコイル）と呼ぶ。プラズマは完全導体とみなせるので、CSコイルに電流を流すとプラズマ中にトロイダル方向の電流が誘導される。これをプラズマ電流と呼ぶ。この電流によりトカマク磁場が発生する。
しかし、TFコイルとCSコイルだけではプラズマは安定には存在し続けられない。ドーナツ状のプラズマ中にトロイダル方向のプラズマ電流がながれるとフープ力によりプラズマは膨らもうとするためである、これを押さえつけるには単純な円環コイルを用意すればよく、トカマクを上下に貫く磁場を発生させるポロイダルフィールドコイル（PFコイル）、または単にポロイダルコイルと呼ばれる。
以上を整理すると
- TFコイル → トロイダル磁場を生成（プラズマをドーナツ状にまとめる）
- PFコイル → ポロイダル磁場を生成（プラズマを内周方向へ押し込める）
- CSコイル → （トロイダル方向のプラズマ電流を誘導する）

## 磁場

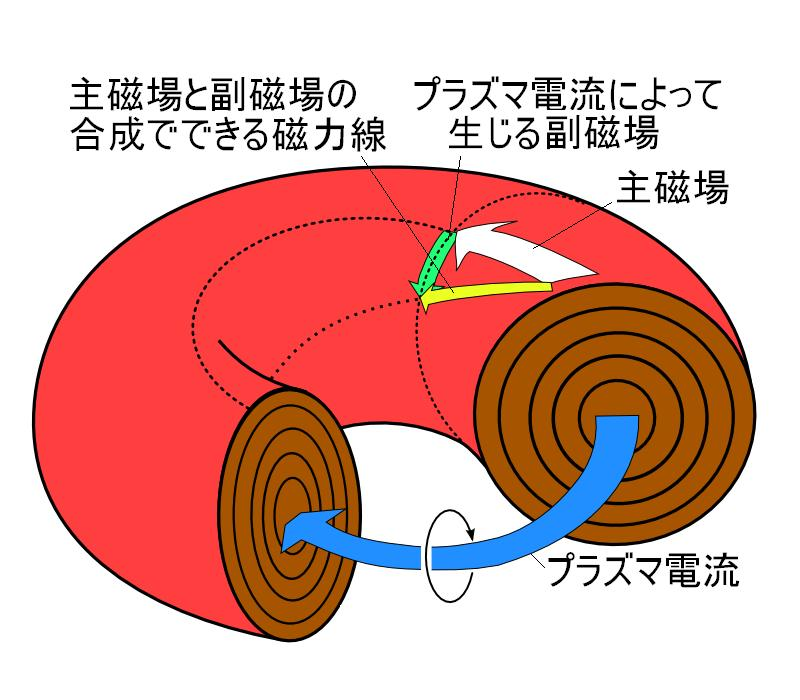
プラズマ電流により新たな磁場が生じる。

これら3種類のコイルによってプラズマはドーナツ状の形状に保持される。
1. プラズマ中の磁場はまずトロイダルフィールドコイルによって作られたトロイダル磁場によって単純なトロイダル方向の、つまりドーナッツの輪の中をぐるぐる回る方向に磁場が形成される。
2. センターソレノイドコイルの作り出す磁場によってプラズマがトロイダル方向に力を受ける。
既にトロイダル磁場があるのでこの磁場に沿う形で内部のプラズマがドーナッツの中を流れる。流れる方向はプラスの原子核（イオン）とマイナスの電子では逆方向なのでこの流れは電流として働く。

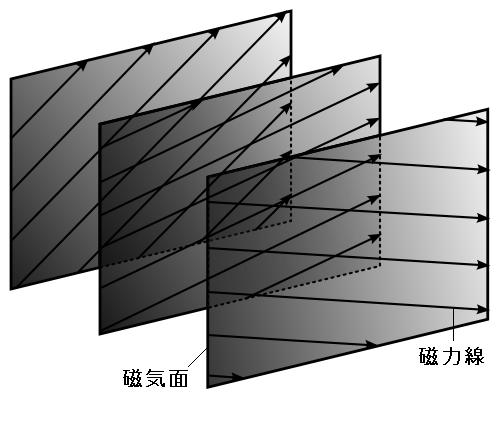
シア。層ごとに磁力線の方向がずれているのでプラズマ粒子の磁力線間の移動が制限される。

3. シア。層ごとに磁力線の方向がずれているのでプラズマ粒子の磁力線間の移動が制限される。この電流がポロイダル方向に、つまりドーナツの片側断面方向にまとわり付くように新たな磁場が生じる。この新たな磁場をポロイダル磁場と呼ぶ。既にあるトロイダル磁場とこの新たなポロイダル磁場の合成によりねじれた磁場がプラズマ中の電流を中心として周囲を囲む。
4. このドーナツ型にねじれた磁場は長ネギの皮のように層をなしており、この仮想的な層を磁気面と呼ぶ。プラズマに近い磁気面は強くプラズマに遠い磁気面では弱くなる。またこの磁気面同士ではねじれ方に違いがありこの違いがシアと呼ばれ、プラズマの散逸を防ぐ働きをする。
5. ドーナツの外周側では内周側に比べてトロイダル磁場が弱くなるので、このままではプラズマの漏れが大きくなる。これを防ぐためにもドーナッツに平行なポロイダルフィールドコイルによって外周側の上下方向の磁場を強くして漏れを最小にする。

### 基本的問題点
- ドーナツの中心から離れるほど磁気は弱くなるため粒子が外へ移動しやすくなる
- プラズマ内部で粒子がぶつかり合うため磁力線間を移動する

これらにより、プラズマの保持は難しくなる。プラズマ内に核燃料以外の物質が入り込む「プラズマ汚染物質」、「放射化」、「炉壁や超伝導電磁石の冷却」の問題などはトカマク型固有の問題ではなく、本項の範囲を超えるのでここでは扱わない。核融合炉などを参照。
実験で使用する磁石の磁場強度は最高で8テスラにもなり、一般生活で身近にある永久磁石は強いもので1-2テスラ、地球の地磁気は日本付近で0.00003テスラほどである。

### 安全係数
少しでもプラズマの散逸を防ぐために、プラズマ周りの磁力線のひねりに工夫を加えて出来るだけこの磁力線が同じ地点に戻ってこないようにする。例えば磁力線がドーナツ1周でドーナツ上の同じ地点に戻ってくると、プラズマに一度発生した動揺が同じ地点でさらに増幅されることがあるため、磁力線の周回の周期を長くする必要がある。この周期のことを安全係数と呼び小文字のqで表す。上の例では1周で同じ場所へ戻ってきたのでこの場合、安全係数q=1である。qを無理数にすると何度ドーナツを周回しても同じ場所へは戻ってこないので磁気面は1本の磁力線で構成されることになる。周期を長くするといってもある程度長くすれば、必ず整数倍の地点で戻ってくるので数が端数でもその近くの整数倍の地点の隣に戻ってくるだけある。またqを大きくするにはポロイダル磁場を弱めてねじりを小さくする必要があり、そのためにはセンターソレノイドコイルを弱くしてプラズマ電流を小さくする必要があるが、これは同時にプラズマの加熱を弱めることにつながる。これらの条件によってqは3に近い値が最適となる。

### バナナ軌道
プラズマ磁場の不均一によるミラー磁場に磁力線方向の運動が遅い粒子が跳ね返されて、ポロイダル断面を見てみると、バナナ型の軌跡を描いて磁気面の間を移動してゆくことからこの名が付けられた。バナナ軌道'をとる粒子によってプラズマ内側の熱が外側へと対流してしまう。

### 磁気島
プラズマの磁力線が何らかの弾みで揺れ始め次第に大きくなってやがて隣の磁力線と結び付いてしまうことがある。磁力線のこのような結合をリコネクションと呼んでいる。この磁力線は周囲の大きな流れから孤立した島状となり、これが磁気島（アイランド）と呼ばれる現象でこれによってプラズマ内側の熱が外側へと逃げるのを早めてしまう。

### ハロー電流
消滅しかけのプラズマなどが主磁場の中で急速に移動すると強力な電流が発生し真空容器を貫くことがある。この電流をハロー電流と呼んで、この電流と主磁場による物理的な力が真空容器を破壊することがある。

### 内部輸送障壁
プラズマ内部において内側の熱を外側に少しずつ伝える温度勾配が一様ではなく、温度を伝えにくくなる層があることを日本の小出 芳彦博士が1994年（平成6年）に発表して反響を呼んだ。この事によりトカマク型の設計がかなり楽になり、この要素を盛り込んだ日本の改善提案がITERで採用され建設費が半分になったといわれている。この層は断熱層とも内部輸送障壁 (ITB) とも呼ばれている。

## 関連用語

### エネルギー増倍率
エネルギー増倍率 Q (Fusion energy gain factor) とは核融合反応における入力エネルギーと発生エネルギーの比率である。現在のトカマク型の設計目標ではQ=20が「点火」条件でありQ=1ではない。これは核融合反応炉へのエネルギーの入力や出力には機器類の変換ロスやそもそも生じたエネルギーを100%回収することが不可能なことから生じる差である。一応の目安としてQ=20を越えれば外部からのエネルギー供給を受けなくてもプラズマが維持できると考えられている。

### グリーンワルド電子密度
グリーンワルド電子密度 (Greenewald density) とは核融合プラズマ内のイオン密度の限界の目安値のことであり、プラズマの平均トロイダル電流密度に比例した値となり以下の式によって計算される。
neGW=Ip/(πa2)×1020
neGW：グリーンワルド電子密度 (m-3)
Ip：プラズマ電流 (MA)
a：プラズマ半径 (m)

### ベータ値
ベータ値とはプラズマの磁力線による拘束の効率を計る尺度で、プラズマ粒子による平均圧力「p」と磁場の圧力「Bt2/2μ0」の比をベータ値βと呼び%で表す。つまり下記の式で表される。
β (%) ＝ 100 × p / (Bt2/2μ0)
BT：トロイダル磁場 (T)

## 歴史
1950年代にソ連のイゴール・タム、アンドレイ・サハロフらによって考案された。「トカマク」(Токамак) の語はこの方式の構造を示すロシア語 “тороидальная камера в магнитных катушках” (toroidal chamber in magnetic coils) の頭字語である。トーラス (тор)、容器 (камера)、磁気 (магнит)、コイル (катушка) の組み合わせが元になっているとも言われている。
トカマクではプラズマ中に流れる電流でプラズマ自身を閉じ込めるトカマク磁場を作るので、プラズマの自律制が必要であり、当初この方式は困難だろうと考えられていたが、ロシアのT-3というトカマク炉が非常に良いプラズマ性能を有した事から磁場配位の主流になった。1970年代に日米欧に大型のトカマク装置が建設され、核融合炉を現実の物とする為の多くが発見されることになる（後述）。
現在では電磁石には超伝導体を使用した超伝導電磁石が一般的になりつつある。

## ヘリカル型との比較
- ヘリカル型よりも炉が簡単になる。（トカマク炉の方が建設コストが安くなる）
- プラズマ電流が流れているので圧力駆動の不安定性だけでなく電流駆動の不安定性も制御する必要がある。
- ディスラプション（急なプラズマの崩壊）が発生する。（ヘリカル炉の方が長時間閉じ込められる。）

## トカマク型での主な研究テーマ
- プラズマ電流をCSコイルによる誘導電流で作っていては運転がパルス運転になってしまうので、トカマク型で商用炉を作ると炉の運転率が下がってしまう。そこでブートストラップ電流や高周波や中性粒子ビームを用いた非誘導電流を長時間流せる技術を開発する必要がある。
- ダイバータへの熱負荷を低減させる必要がある。
- ベータ値の向上（アスペクト比、プラズマの断面形状、電流分布、q分布）
- NTMの抑制
- プラズマ回転によって、長時間の壁安定化効果を得る

## 主なトカマク型装置

### JT-60
JT-60は熱核融合技術開発のために日本が製作した代表的なトカマク型臨界プラズマ試験装置である。「JT」とは「Japan Torus」の略。以前は日本原子力研究所 (Japan Atomic Energy Research Institute, JAERI) と呼ばれていた組織が、2005年10月1日核燃料サイクル開発機構との統合で、今は独立行政法人日本原子力研究開発機構 (Japan Atomic Energy Research Institute, JAEA)（略称：原研、げんけん）の那珂研究所 (Naka Fusion Institute) が運用している。1985年以来実験に使用され、核融合条件に関する世界記録を保持している。
({\displaystyle 1.77\times 10^{28}K\cdot s\cdot m^{-3}=1.53\times 10^{21}keV\cdot s\cdot m^{-3}})
JT-60は、EUのJET (Joint European Torus) と同様に、D型ポロイダル断面を持つ典型的なトカマク炉である。これらの実験結果は次の実験装置であるITERにとってとても重要なものである。
1998年（平成10年）に行った「重水素-重水素」のプラズマ実験を、もしも50%-50%の「重水素-三重水素」で行えばエネルギー均衡点を越えて、入力エネルギーと発生エネルギーが等しい点、以上の反応、恐らくQ=1.25程度が生じたはずである。JT-60は、放射性物質である三重水素を扱う機能を持っておらず、EUのJETのみがその機能を持っている。
2006年（平成18年）5月9日に28.6秒のプラズマ保持時間を記録した。これは2004年にJT-60自身が出したこれまでの世界記録16.5秒を塗り替えるものであった。これは、強磁性体であるフェライト鋼を用いたプラズマ閉じ込め磁場形状の改良の結果であると発表されている。JT-60の次の課題はプラズマの圧力と閉じ込め磁場の圧力の比（ベータ値）を高める必要がある。

### QUEST

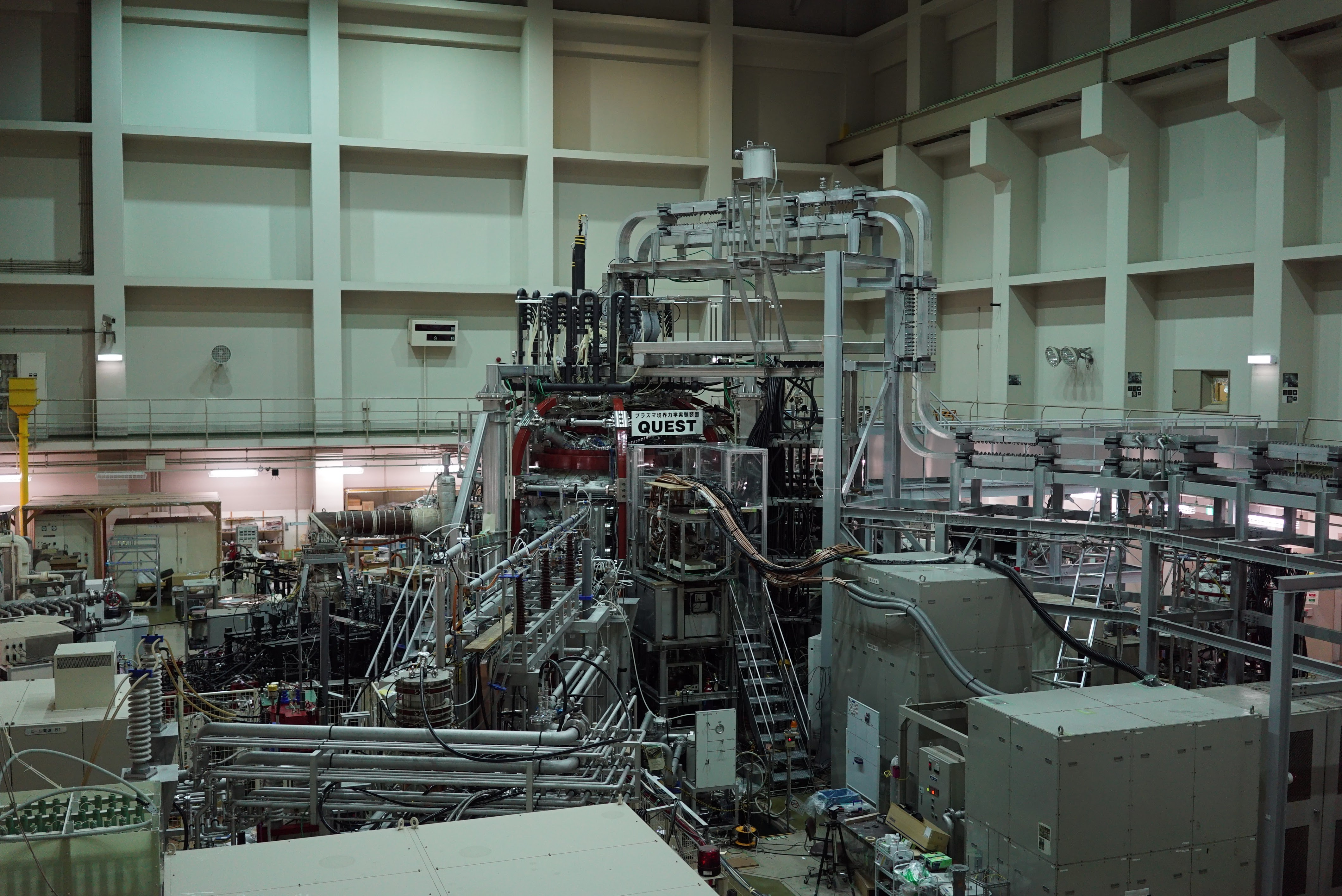
QUEST（九州大学）

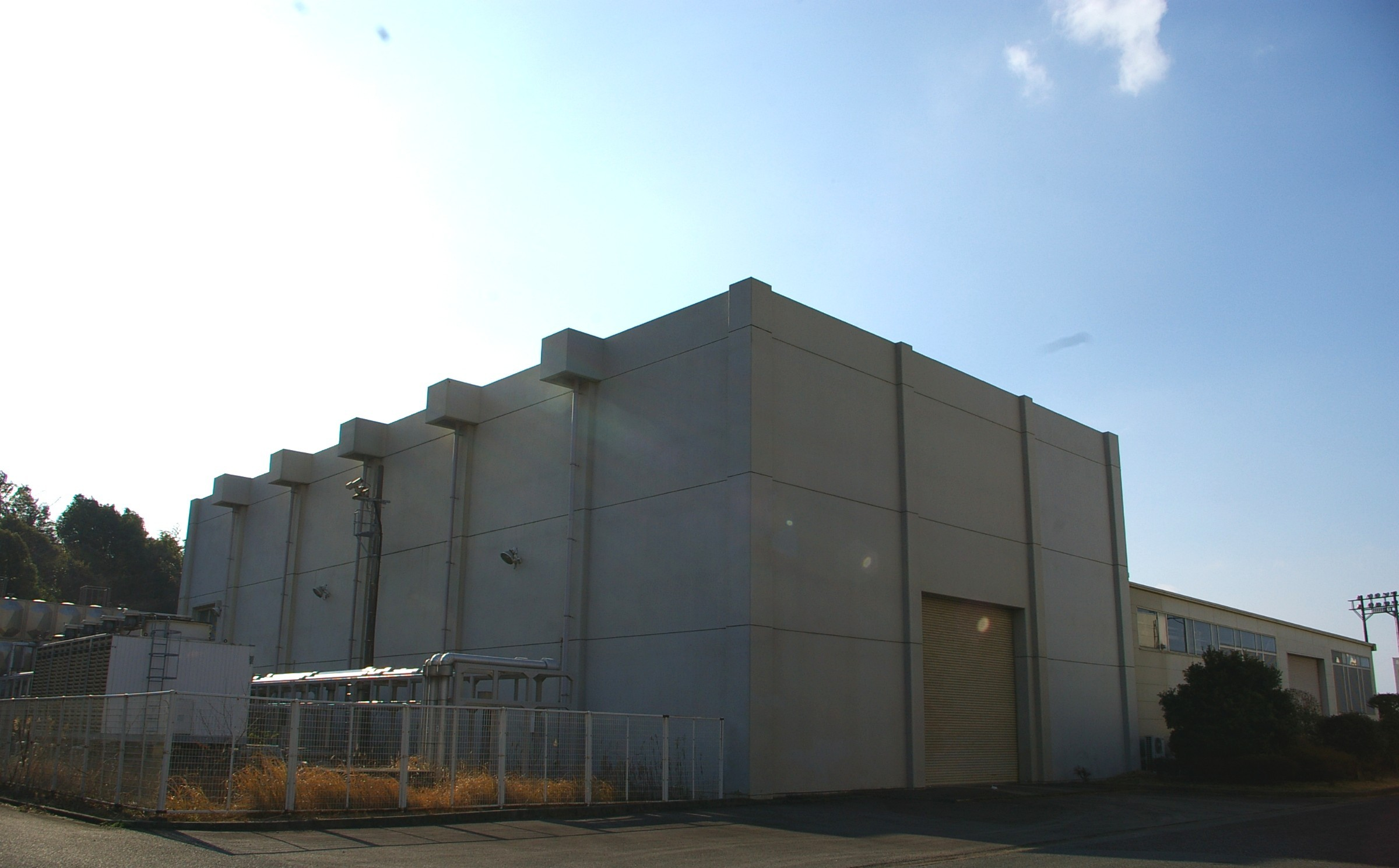
QUESTへの電源供給施設

QUEST(Q-shu Univ. Exp. with Steady-State Spherical Tokamak)は、九州大学応用力学研究所高温プラズマ力学研究センター（筑紫キャンパス）にて稼働中のトカマク型実験装置。

#### トカマク炉・数値
| トロイダル場, Bθ                            | 0.25 T      |
| プラズマ電流, IP                            | 0.5 MA      |
| 大半径, R0                                  | 0.64 m      |
| 小半径, a                                   | 0.36 m      |
| Aspect ratio, R/a                           | 1.78        |
| Triangularity, δ                            | 0.7         |
| Electron cyclotron resonance heating (ECRH) | 0.3MW       |
| Pulse length                                | 0.1s-21600s |

### EAST
EAST (Experimental Advanced Superconducting Tokamak) は中国科学院の超伝導電磁石トカマク型核融合エネルギー実験炉である。「EAST」は対外的な名称であり、内部では「HT-7U」と呼ばれている。中国の安徽省（あんきしょう）の省都、合肥市（ごうひし）にあるプラズマ物理研究所（簡体字：等离子体物理研究所、繁体字：等離子體物理研究所）が運用している。

#### 歴史

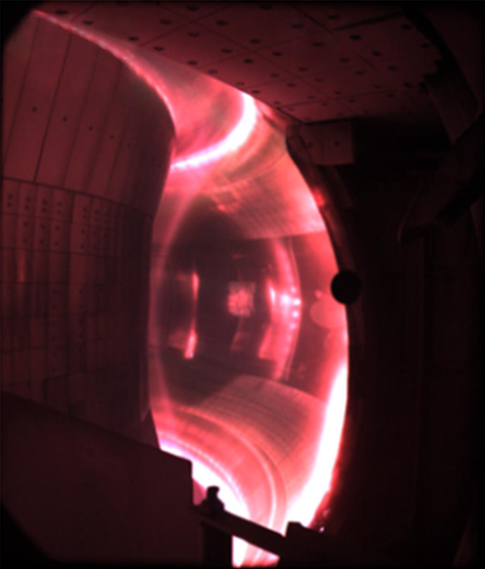
Experimental Advanced Superconducting Tokamak (EAST)内で発現された赤色のプラズマを撮影した画像。656 ルーメンの光を放射する水素アルファ線が、可視光放射を伴っている。

1996年に計画され1998年に計画が承認された。2003年に発表された予定では、建物と周辺施設は2003年の内に建設されて、2003年から2005年にかけてトカマク炉が組み立てられる予定であったが、建設は2006年の3月に完了して、2006年9月28日に最初のプラズマが作られた。2007年2月には5秒間、250KAの電子流が炉内で維持された。炉は中国の最初の超伝導トカマク装置である「HT-7」の向上型である。HT-7は1990年代にロシアの協力で同じくプラズマ物理研究所で作られた。公式レポートではプロジェクトのコストは比較的小額で済んだとされている。3億元（約3,700万アメリカドル）で他国の大体1/15 - 1/20程度で済んだ計算になる。2018年11月13日、炉内プラズマ中心電子温度が太陽中心部の温度である摂氏1500万度の7倍にあたる摂氏1億度に達し、2019年11月26日には摂氏2億度に達した。その後、2023年 4月12日に定常状態における高閉じ込めモード運転を403秒間維持し 2025年 1月20日には、定常状態における高閉じ込めモード運転を1066秒間維持するという世界新記録を樹立した。 

#### 実験目標
中国はITER実験の正式メンバーである。EASTはITERへの技術提案のためのテストベッドとなる予定。
EASTでは以下の点について実験する。
- 超伝導 ニオブ・チタン (NbTi) ポロイダルフィールド電磁石[注 1]
- 非誘導電流ドライブ
- 最大1,000秒で0.5 MAのプラズマ電流
- 実時間解析による不安定プラズマの制御技術
- ダイバーター材料とプラズマ対向機器
- βN = 2 and H89 > 2 での運転

#### トカマク炉・数値
| トロイダル場, Bθ                            | 3.5 T                                                  |
| プラズマ電流, IP                            | 0.5 MA                                                 |
| 大半径, R0                                  | 1.7 m                                                  |
| 小半径, a                                   | 0.4 m                                                  |
| Aspect ratio, R/a                           | 4.25                                                   |
| Elongation, κ                               | 1.6 - 2                                                |
| Triangularity, δ                            | 0.6 - 0.8                                              |
| Ion cyclotron resonance heating (ICRH)      | 3 MW                                                   |
| Lower hybrid current drive (LHCD)           | 4 MW                                                   |
| Electron cyclotron resonance heating (ECRH) | 0.5 MW                                                 |
| Neutral beam injection (NBI)                | None currently                                         |
| Pulse length                                | 1-1,000 s                                              |
| Configuration                               | Double-null divertor Pump limiter Single null divertor |

#### EASTに関する参照
1. ↑  [リンク切れ]
2. ↑  “アーカイブされたコピー”. 2008年3月29日時点のオリジナルよりアーカイブ。2010年3月28日閲覧。
3. ↑  “China to build world's first "artificial sun" experimental device”. People's Daily Online. (2006年1月21日)

#### EASTに関する外部リンク
- Chinese Academy of Sciences Institute of Plasma Physics - EAST[リンク切れ]
- People's Daily article
- Xinhua article Mar 1 2006[リンク切れ] - Note that EAST is obviously not the "world's first experimental nuclear fusion device".
- Xinhua article Mar 24, 2006 Nuke fusion reactor completes test
- Mainichi Daily News article Jun 2, 2006[リンク切れ]
- Xinhua article Jan 15, 2007 Chinese scientists conduct more tests on thermonuclear fusion reactor[リンク切れ]

| 装置         | 運転開始 | 保有国名 | 主半径 (m) | 小半径 (m) | プラズマ体積 (m3) | プラズマ電流（万A） | 磁場強度 (T)   | 中心イオン温度（億度） | 核融合三重積（億・秒・兆個/cc） | 核融合反応出力       |
| ------------ | -------- | -------- | ---------- | ---------- | ----------------- | ------------------- | -------------- | ---------------------- | ------------------------------- | -------------------- |
| T-3          | 1964     | ソ連     | 1.0        | 0.25       | 〜1               | 5                   | 4              | 〜0.03                 | .                               | .                    |
| JFT-2        | 1972     | 日本     | 0.9        | 0.25       | 〜1               | 16                  | 1.6            | 0.5                    | .                               | .                    |
| WT-2         | 1985     | 日本     | 0.65       | 0.2        | 0.5               | 10                  | 1.75           | 0.1                    | .                               | .                    |
| DIII-D       | 1986     | 米       | 1.67       | 0.67       | 12                | 350                 | 2.2            | 1                      | .                               | .                    |
| TRIAM-1M     | 1986     | 日本     | 0.8        | 0.26       | 〜1               | 10                  | 8（超伝導）    | 0.5                    | 0.1                             | (H)                  |
| JFT-2M       | 1985     | 日本     | 1.3        | 0.35/0.53  | 〜5               | 60                  | 1.4            | 1                      | 0.3                             | (H/D)                |
| JT-60U       | 1985     | 日本     | 3.4        | 0.9/1.6    | 〜80              | 300                 | 4.0            | 5.2                    | 177                             | (H/D) 約3万kW相当    |
| EAST (HT-7U) | 2006     | 中国     | 1.7        | 0.4        | .                 | 50                  | 3.5            | .                      | .                               | .                    |
| PHiX         | 2014     | 日本     | 0.33       | 0.09       | 0.09              | 0.4                 | 0.3            | .                      | .                               | .                    |
| PLATO        | 2020     | 日本     | 0.6        | 0.2        | .                 | .                   | 0.4            | .                      | .                               | .                    |
| JT-60SA      | 2020     | 日本     | 2.97       | 1.18       | 133               | 550                 | 2.25（超伝導） | .                      | .                               | .                    |
| ITER         | 2025     | 仏       | 6.2        | 2.0/3.7    | 〜800             | 1,500               | 5.2（超伝導）  | 〜2                    | 〜1,000                         | （DTプラズマ）50万kW |